# ピーター・パン (2003年の映画)
『ピーター・パン』（Peter Pan）は、2003年のアメリカ合衆国・イギリス・オーストラリアのファンタジー映画。原作の舞台劇の初公演から100周年を記念して製作された。

## ストーリー
小説家になることを夢見る少女・ウェンディが純粋な子供として過ごす最後の夜、彼女の前にピーター・パンとティンカー・ベル（ティンク）が現れる。ピーターはウェンディをネバーランドの冒険の旅に誘い、彼女は弟のジョンとマイケルと共にネバーランドへと旅立つ。ネバーランドでは、ピーターが戻って来たことを知ったフック船長が大砲を撃ってくるが、ピーターに逃げられてしまう。ウェンディはピーターの隠れ家に向かうが、彼女とピーターの仲に嫉妬したティンクに嘘を吹き込まれたロストボーイたちに矢を射かけられてしまう。矢はピーターに貰ったドングリに当たり無事だったウェンディは、ロストボーイたちにお話を聞かせる母親になる。
一方、ウェンディとはぐれたジョンとマイケルは、タイガーリリーの仕掛けた罠にはまり捕まってしまう。そこにフック船長が現れ三人を連れ去り、ピーターを誘い出すための囮として暗黒城の海に沈めてしまう。人魚たちから話を聞いたピーターとウェンディは暗黒城に向かい、三人を助け出しフック船長と戦う。フック船長はピーターを圧倒するが、フック船長を狙うワニが現れたことで動転した隙を突かれ、ピーターたちに逃げられてしまう。脱出に成功したピーターたちはインディアンたちと宴を開き、ピーターとウェンディはダンスを楽しむ。森の中からその様子を眺めていたフック船長は、ウェンディの一件でピーターに嫌われていたティンクに取引を持ち掛ける。
ウェンディは次第にピーターに好意を抱くようになるが、大人が抱く「愛」の感情を知らないピーターと喧嘩してしまう。ウェンディは一人で小屋に戻るが、海賊たちによって海賊船ジョニーロジャー号に招待される。そこでウェンディはフック船長に諭され、海賊になるように誘われる。隠れ家に戻ったウェンディは海賊になるか悩むが、ジョンやマイケルが両親のことを忘れかけていることを知り、両親のもとに戻ることを決める。ウェンディはピーターやロストボーイたちも一緒にロンドンに来るように誘うが、大人になることを拒むピーターだけはネバーランドに残ると言い張り部屋に籠ってしまう。説得を諦め隠れ家を出たウェンディは、彼女の跡を付けて来たフック船長たちに捕まってしまう。フック船長はピーターを殺すため、ウェンディが置いてきた飲み薬に毒を混ぜて立ち去る。
フック船長に閉じ込められていたティンクは、ジョニーロジャー号から脱出しピーターのもとに向かい、彼に代わり毒を飲んで死んでしまう。それと同時に嵐が発生し、フック船長は「ピーターが死んだ」と喜ぶ。悲しむピーターはティンクを生き返らせようと「妖精はいる」と叫び、ウェンディたちや世界中の子供たちも「妖精はいる」と叫び出し、その言葉を聞いたティンクは生き返る。
フック船長はウェンディたちを殺そうとするが、そこにピーターが現れる。ピーターに助けられたウェンディたちは海賊たちと戦い、妖精の粉を手に入れたフック船長は空を飛びピーターと対決する。フック船長は「ウェンディは大人になり、お前のことを忘れてしまう」「ウェンディの側にいるのは、お前ではなく"夫"だ」とピーターに告げ、それを聞いたピーターは生気を失い、空を飛べなくなってしまう。フック船長は止めを刺そうとするが、ウェンディがキスをしたことでピーターは生気を取り戻し、再びフック船長を圧倒する。そこにワニが現れ、恐怖で楽しいことを考えられなくなったフック船長は空を飛べなくなり、海に落ちワニに食べられてしまう。
フック船長を倒したピーターはウェンディたちをロンドンに送り届け、ウェンディたちと一緒にロンドンに着いたロストボーイたちもダーリング家の家族として迎えられる。ティンクと共にネバーランドに帰ろうとするピーターに対し、ウェンディは「あなたのことを忘れない」と告げ、再会を約束し別れる。

## キャスト
※括弧内は日本語吹替
- ピーター・パン - ジェレミー・サンプター（進藤一宏）
- ジェイムズ・フック船長、ジョージ・ダーリング - ジェイソン・アイザックス（今井清隆）
- ウェンディ・モイラー・アンジェラ・ダーリング - レイチェル・ハード＝ウッド（平澤優花）
- ミリセント伯母さん - リン・レッドグレイヴ（駒塚由衣）
- スミー -  リチャード・ブライアーズ（青野武）
- ダーリング夫人 - オリヴィア・ウィリアムズ（佐々木優子）
- エドワード・Q・クーチ卿 - ジェフリー・パーマー（有馬優人）
- ジョン・ダーリング - ハリー・ニューウェル（村上想太）
- マイケル・ダーリング - フレディ・ポップルウェル（海鋒拓也）
- ティンカー・ベル - リュディヴィーヌ・サニエ
- スライトリー - セオドア・チェスター（内山昂輝）
- トゥートルズ - ルパート・シモニアン（上野容）
- カーリー - ジョージ・マッケイ（阪本眞生）
- ニブス - ハリー・イーデン（森下翔梧）
- ツインズ - ラクラン・グーチ
- ツインズ - パトリック・グーチ（池田恭祐）
- タイガー・リリー - カースン・グレイ
- ナナ - ラベル
- オウムの声 - 台詞なし（我修院達也[注釈 1]）
- ナレーション - サフロン・バロウズ（戸田恵子）
- 上村祐翔、村松康雄、沢田敏子、水野龍司、中博史、佐藤せつじ、北川勝博、岸祐二、渡辺英雄、三村ゆうな、上野一舞

## その他
バリーの作品の映画化権を持つコロンビア映画は、この映画と同じ2003年に公開予定だった『ネバーランド』に対し、同じ年に公開するのであれば劇中劇の映像を使用することを許可しないこととした。ミラマックスは劇中劇の映像の使用を条件に、『ネバーランド』の公開を遅らせた。